# Кабрехас-дель-Пінар
Кабрехас-дель-Пінар (ісп. Cabrejas del Pinar) — муніципалітет в Іспанії, у складі автономної спільноти Кастилія-і-Леон, у провінції Сорія. Населення — 426 осіб (2010).
Муніципалітет розташований на відстані близько 170 км на північний схід від Мадрида, 32 км на захід від Сорії.

## Демографія
Динаміка населення (INE ):

## Галерея зображень

Розташування муніципалітету Кабрехас-дель-Пінар